# Greta Vallotto
Greta Vallotto (Biella, 2 marzo 1993) è una calciatrice italiana, difensore svincolata, già del Torino, con cui ha disputato più stagioni in Serie A e vestendo la fascia di capitano della squadra, vanta nelle sue giovanili la conquista di due campionati Primavera.

## Caratteristiche tecniche
Nasce come difensore centrale capace di adattarsi anche nel ruolo di terzino; nel corso della prima stagione in serie A il tecnico Russo la impiega come centrocampista basso a protezione della difesa. Nel corso della stagione 2012/13 il tecnico Nicco la impiega anche come attaccante e centrocampista centrale in una mediana a due e a quattro, o come interditore di centrocampo nella mediana a tre.

## Carriera
Cresciuta nelle giovanili del Torino, con la maglia granata conquista due campionati Primavera, il primo nella stagione 2010/11 in finale contro il Brescia da capitana; il secondo nella stagione 2011/12 contro il Firenze tornando in Primavera per la fase finale.
Grazie alle prestazioni offerte nei campionati giovanili ottiene la fiducia della società che decide di inserirla in rosa nella prima squadra nel corso della stagione 2011/12 esordendo in serie A agli ordini dell'allenatore Licio Russo. Diventa capitano all'inizio della stagione 2012/13 quando, anche per via dell'infortunio che obbliga a stare lontano dal campo la compagna Francesca Coluccio, diventa la più anziana della squadra. Continua ad indossare la maglia granata anche dopo la retrocessione del Torino patita al termine del campionato, ma al termine della 2013-2014 decide di lasciare la società.
Durante l'estate 2014 sposa l'iniziativa del Formigliana, società con sede nell'omonimo comune del vercellese fondata l'anno prima ed intenzionata a scalare velocemente la classifica della Serie C Piemonte inserendo in rosa atlete di prestigio.
Nel corso del calciomercato estivo 2015 è tornata a vestire la maglia granata del Torino in Serie B.

## Palmarès

### Giovanili
- Campionato Primavera (calcio femminile): 2

Torino: 2010-2011, 2011-2012